# 連隊区
連隊区（れんたいく）は、大日本帝国陸軍の陸軍管区の一つ。師管または師管区内を数個の連隊区に分けて置かれた。各連隊区は地名を冠した名称で、連隊区司令部を有し、この司令部が区域内の徴兵・召集・在郷軍人会に関する事務を所掌した。
元の用字は「聯隊區」であり、「連」は代用表記による書換えたもの。防衛庁防衛研究所による戦史叢書等、幾つかの史料・書籍は一貫して旧表記を用いている。

## 概要

### 大隊区から連隊区へ
前身は、1888年に大隊区司令部条例（明治21年勅令第29号）によって置かれた大隊区である。大隊区は大隊に対応した管区であって、この当時すでに連隊はあり1個連隊が2個大隊を管掌したが、連隊に対応する管区はなかった。
大隊区は、1896年（明治29年）3月の連隊区司令部条例（明治29年勅令第56号）によって連隊区と改められた。このとき陸軍は部隊をほぼ倍増したので、大隊区のままなら管区の数も倍増するはずであったが、対応する部隊のレベルを一つ引き上げることで、新設の連隊区に既存の大隊区の区割りをそのまま引き継がせた。連隊区の名称は、連隊区司令部所在地の地名をとった。
連隊区には連隊区司令部が設けられ、おおむね歩兵連隊の所在地に置かれた。これは部隊を指揮する連隊司令部とは別組織である。連隊区の管轄区域は「陸軍管区表」（明治29年勅令第24号）に依って定められた。師管はおおむね4個連隊区に分けられ、離島等の一部区域には警備隊区（警備隊については警備隊司令部条例（明治29年勅令第55号）他別個の法令による。置かれた警備隊の例としては対馬警備隊などがある。）が設置された。
1895年（明治28年）に日本は台湾を植民地として1905年（明治38年）ポーツマス条約によって樺太が領土に加わったが連隊区は置かなかった。

### 旅管の設置
1907年（明治40年）に連隊区司令部条例（明治40年軍令陸第6号）・陸軍管区表（明治40年軍令陸第3号）が発せられると、新たに連隊区と師管の間に位置する旅管が設けられる。東京を中心に関東を区域とする第一師管は第一旅管と第二旅管に分けられ、第一旅管は麻布連隊区と甲府連隊区に分かれた。1師管4連隊区ルールは健在で、間に旅管が加わり1師管2旅管4連隊区となり、1旅管は2連隊区を管轄した。
改正前の警備隊区は小笠原島・佐渡・隠岐・大島・五島・対馬の6個であったが、今次の改正によって、沖縄・対馬の2個となり、他は連隊区に編入された。また、台湾および樺太、1910年（明治43年）に併合された朝鮮では旅管および連隊区は設定されなかった。

### 再改正
1923年（大正12年）連隊区司令部令（大正12年勅令第267号）によって連隊区司令部条例は全部改正され、1925年（大正14年）陸軍管区表（大正14年軍令陸第2号）により再び管区構成が改められる。旅管と警備隊区は廃され、内地はすべて連隊区に区分された。樺太は第七師管旭川連隊区に編入された。他方で台湾・朝鮮は管区に編入されなかった。
以下は、1925年（昭和5年）時点の連隊区一覧を示す。第15師管、第17師管、第18師管は1925年（昭和5年）までに宇垣軍縮によって廃止された。なお、表中の脚注が示す市名、郡名は、昭和5年当時のものである。
| 師管名  | 連隊区 | 地域               | 師管名   | 連隊区 | 地域                           |
| ------- | ------ | ------------------ | -------- | ------ | ------------------------------ |
| 第1師管 | 麻布   | （東京）、（埼玉） | 第8師管  | 青森   | 青森                           |
| 第1師管 | 甲府   | 山梨、神奈川       | 第8師管  | 盛岡   | 岩手                           |
| 第1師管 | 本郷   | （東京）、（埼玉） | 第8師管  | 秋田   | 秋田                           |
| 第1師管 | 佐倉   | 千葉               | 第8師管  | 山形   | 山形                           |
| 第2師管 | 仙台   | 宮城               | 第9師管  | 金沢   | 石川                           |
| 第2師管 | 福島   | 福島               | 第9師管  | 富山   | 富山、（岐阜）                 |
| 第2師管 | 新発田 | （新潟）           | 第9師管  | 敦賀   | （福井 ）、（滋賀 ）、（岐阜） |
| 第2師管 | 高田   | （新潟）           | 第9師管  | 鯖江   | （福井）                       |
| 第3師管 | 名古屋 | （愛知）           | 第10師管 | 姫路   | （兵庫）                       |
| 第3師管 | 岐阜   | （岐阜）           | 第10師管 | 鳥取   | （鳥取）、（兵庫）             |
| 第3師管 | 豊橋   | （愛知）、（静岡） | 第10師管 | 岡山   | 岡山                           |
| 第3師管 | 静岡   | （静岡）           | 第10師管 | 松江   | （島根）、（鳥取）             |
| 第4師管 | 大阪   | （大阪）、（兵庫） | 第11師管 | 丸亀   | 香川                           |
| 第4師管 | 神戸   | （兵庫）           | 第11師管 | 松山   | 愛媛                           |
| 第4師管 | 堺     | （大阪）           | 第11師管 | 徳島   | 徳島                           |
| 第4師管 | 和歌山 | 和歌山             | 第11師管 | 高知   | 高知                           |
| 第5師管 | 広島   | （広島）           | 第12師管 | 小倉   | （福岡）、（山口 ）            |
| 第5師管 | 福山   | （広島）           | 第12師管 | 福岡   | （福岡）                       |
| 第5師管 | 浜田   | （島根）           | 第12師管 | 大村   | 長崎                           |
| 第5師管 | 山口   | （山口）           | 第12師管 | 久留米 | （福岡）、佐賀、（大分 ）      |
| 第6師管 | 熊本   | 熊本               | 第14師管 | 水戸   | 茨城                           |
| 第6師管 | 大分   | （大分）           | 第14師管 | 宇都宮 | 栃木                           |
| 第6師管 | 都城   | 宮崎               | 第14師管 | 高崎   | 群馬                           |
| 第6師管 | 鹿児島 | 鹿児島             | 第14師管 | 松本   | 長野                           |
| 第6師管 | 沖縄   | 沖縄               | 第14師管 |        |                                |
| 第7師管 | 札幌   | （北海道）         | 第16師管 | 京都   | （京都）、（滋賀）             |
| 第7師管 | 函館   | （北海道）         | 第16師管 | 福知山 | （京都）                       |
| 第7師管 | 釧路   | （北海道）         | 第16師管 | 津     | 三重                           |
| 第7師管 | 旭川   | （北海道）、樺太   | 第16師管 | 奈良   | 奈良                           |

- 注1 - 見出しの数字は便宜上付与したもの
- 注2 - 府県名がカッコにくくられたものはその一部が連隊区に属していたことを示す

### 兵事区の設立
1939年（昭和14年）、陸軍兵事部令が制定され、朝鮮と台湾にそれぞれ兵事区および師団管区が設けられた。法令の名称にもある通り兵事区の官衙は兵事部で、長は兵事部長。所掌事務はおおむね連隊区司令部と同様であったが、住民が兵役の対象にならない植民地では、内地に本籍を持ちつつ植民地に居住する人が対象であった。朝鮮は羅南・京城・平壌・大邱など6兵事区に、台湾は台北・台南の2兵事区に分かれた。
| 師団管区     | 兵事区 | 地域                         |
| ------------ | ------ | ---------------------------- |
| 第19師団管区 | 羅南   | 咸鏡北道                     |
| 第19師団管区 | 咸興   | 咸鏡南道                     |
| 第20師団管区 | 京城   | 京畿道、江原道、忠清北道     |
| 第20師団管区 | 平壌   | 平安北道、平安南道、黄海道   |
| 第20師団管区 | 大邱   | 慶尚北道、慶尚南道           |
| 第20師団管区 | 光州   | 忠清南道、全羅北道、全羅南道 |
| 台湾軍       | 台北   |                              |
| 台湾軍       | 台南   |                              |

### 師管の改正
1940年（昭和15年）8月1日から、師管の名称を改め、それまで師団番号と同じ番号であったのをやめて所在地の地名からとった。1941年（昭和16年）11月1日、陸軍管区表（昭和16年軍令陸第20号）により、管区範囲が改められ、北海道を除き1府県1連隊区となった。兵事事務の複雑化から陸軍兵務部令（昭和16年勅令第790号）を制定し、軍・師団司令部に兵務部を設けた。兵務部は召募・在郷軍人・国防思想の普及・学校教練・軍人援護・職業補導を所掌し、連隊区司令官及び兵事部長に指示を与え査察を行った。また、満州に於ける在留邦人の増加とそれに伴う徴兵事務体制として関東軍管区を設け、管区内を兵事区に分けた。兵事区は新京・奉天・大連・哈爾賓・牡丹江・斉斉哈爾・錦州に設けた。

### 本土決戦に向けた改正
1945年（昭和20年）3月それまでの連隊区司令部は全て閉鎖、新たに臨時編成の連隊区司令部が設置された。同じ範囲で地区司令部を併置し、連隊区司令官が地区司令官を兼務。地区司令部は同地域の防衛を担任した。司令部要員の若干名は双方を兼ねた。司令官は中将又は少将で、6大都府県の司令官は中将が任ぜられた。
終戦に伴い「第一復員官署官制」（昭和20年勅令第676号）により連隊区司令部令が、「昭和二十年勅令第六百三十二号陸海軍ノ復員ニ伴ヒ不要ト為ルベキ勅令ノ廃止ニ関スル件ニ基ク陸軍兵事部令廃止等ノ件」（昭和21年第一復員省令第6号）により、陸軍兵事部令は廃止された。